# Chengmai

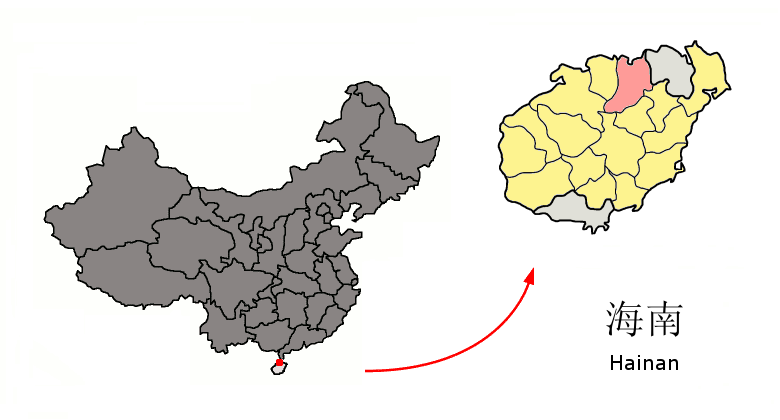
Lage Chengmais in Hainan

Chengmai (澄迈县; Pinyin: Chéngmài Xiàn) ist ein chinesischer Kreis im Norden der Provinz Hainan. Sein Hauptort ist die Großgemeinde Jinjiang 金江镇.
Zu seinen Sehenswürdigkeiten zählen die denkmalgeschützten Doppelpagoden im Dorf Meilang (Meilang shuang ta).
Die Fläche beträgt 2.064 Quadratkilometer und die Einwohnerzahl 497.953 (Stand: Zensus 2020).